# Hefestió (editor)
Hefestió (en llatí Hephaestion, en grec antic Ἡφαιστίων), fou un grec que sembla que feia negoci publicant llibres d'altres persones sota el seu propi nom.
Les obres que consten sota nom seu i que probablement no són seves són Περι τοῦ παρὰ Ἀνακρέοντι λυγίνον στεφάνου, i una altra de títol incert que segurament era obra del filòsof aristotèlic Adrantos, segons diu Ateneu de Naucratis.